# Planalto de Kerguelen

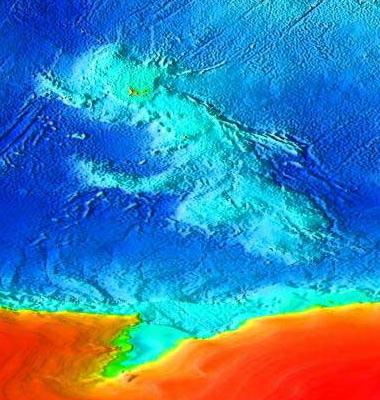
Em azul claro, o planalto de Kerguelen emergindo do fundo marinho (azul escuro). A vermelho, o continente antártico.

O planalto de Kerguelen, também conhecido como planalto Kerguelen-Heard, é uma meseta submarina de origem vulcânica, situada na placa Antártica, no sul do oceano Índico. Fica a cerca de 3000 km a sudoeste da Austrália, estendendo-se ao longo de 2200 km na direção noroeste-sudeste, com mais de um milhão de quilómetros quadrados.
A origem desta meseta deve-se ao ponto quente de Kerguelen, que terá começado a funcionar após a ruptura de Gondwana há 130 milhões de anos. O planalto emerge sobre a superfície oceânica e forma as ilhas Kerguelen (um território ultramarino francês) e as ilhas Heard e McDonald (um território externo australiano), onde há atividade vulcânica de forma intermitente.